# 入門級工作
入門級工作（英語：Entry-level job）是指企業为學校应届毕业生所设计和準備的工作和崗位，通常此類職位不要求畢業生具有相應经验，只需經過一些簡單的现场培训即可投入工作。
许多入门级工作屬於兼職崗位，這些並不包括員工福利。高中或大学的应届毕业生通常会从事入門級工作。待遇上，大学毕业生從事的入門級工作的薪資通常比高中毕业生從事的入門級工作更高。大学毕业生從事的入門級工作可能更需要特定的技能、知识或经验。大多数大学毕业生從事的入門級工作都是全职的长期崗位。